# NEW GAME!
《NEW GAME!》(ニューゲーム!, 뉴 게임)은 토쿠노 쇼타로에 의한 일본의 4컷 만화 작품이다. 〈망가 타임 키라라 캐럿〉(호분샤)에서 2013년 3월호부터 5월호까지의 단편 게재를 거쳐, 같은 해 7월호부터 2021년 10월호까지 연재되었다. 2021년 3월 시점에서 시리즈 누계 발행 부수는 320만 부를 돌파했다 TV 애니메이션이 2016년 7월부터 9월까지 제1기로 방영되었으며, 2017년 7월부터 9월까지 제2기가 방영되었다.

## 개요
게임 회사를 무대로 한 4컷 만화이다. 작가인 토쿠노는, 3년간 게임 회사에서 근무한 경험이 있으며, 그 경험에 기초하여 그려진 작품이다.
2014년 2월에 발매된 제 2권에서 등장하는 주인공 스즈카제 아오바의 대사인 「오늘 하루도 힘내자오!」를 사용한 4컷 이 인터넷 상에서 유행하게 되어서, 일시적으로 상품이 품절될 정도로 인기가 생겨, 같은 해 10월 시점으로 제 7쇄까지 발행되었다. 그러나, 토쿠노 본인은 이 컷 자체는, 틈을 메우기 위해 그려진 것이기 때문에, 이 인기는 러키 펀치였다고 한다. 또, 캐럿 2014년 12월호에서는, 애니메이션화가 되지 않은 작품이 10년만에 표지에 권두 컬러로 등장했다.
2015년 3월 13일, 코믹 시모어에서 전자 서적화가 발표되었다.

## 줄거리
주인공인 스즈카제 아오바는 고교 졸업 후, 게임 회사 「이글 점프」에 취직한다. 그곳은 그녀가 초등시절에 가지고 놀았던 게임의 제작회사이며 그 게임의 캐릭터 디자이너인 야가미 코우가 소속되어 있는 회사였다. 그림을 그리는 것은 좋아하지만, 게임을 만드는 경험이 없는 아오바는 3D로 NPC 제작 작업에 악전고투하면서, 선배 사원들에게 협력도 받으며, 조금씩 캐릭터 디자이너로서의 스킬을 닦아나간다.

## 등장인물
스즈카제 아오바(涼風青葉)
직책: 캐릭터 디자이너
본작의 주인공. 18세. 일인칭은 「와타시」(わたし). 이글 점프 신입 사원.
초등학생 시절에 「페어리즈 스토리」라는 게임과 캐릭터 디자이너인 코우를 좋아하게 된 것을 계기로, 고교 졸업 후에 그 게임 제작 회사인 「이글 점프」에 취직했다.
성격은 성실하고, 경험해본적 없는 3D 모델링에도 의욕적으로 임하고 있다. 선배 사원들에게도 장래를 기대받고 있으나, 언동에 조금 천연스러운 점이 있다.
키가 작고, 동안과 트윈테일 헤어스타일도 함께, 사회인은커녕 고교생으로조차 보이지 않는다. 직장에서는 레이디스 슈트를 착용하고 있으나, 잘못 입고 있었기 때문에, 코우는 교복을 입고 있다고 생각했다.
야가미 코우(八神コウ)
직책: 캐릭터 디자이너 겸 캐릭터반 리더
25세. 린과 동기. 아오바와 동일하게, 졸업 후 이글 점프에 입사하여, 신인의 시점(視點)으로 「페어리즈 스토리」의 메인 캐릭터 디자인을 사내 공모로 얻어냈다. 현재는 캐릭터반의 리더를 맡고 있다.
자신이라는 벽을 넘고 싶어하는 기대도 담아, 원래라면 합격인 작업에 대담하게 리테이크를 내는 것 등, 아오바에 대해서는 엄격하게도 애정을 가지고 접하고 있다. 성격은 어느쪽이냐 하고 말하면, 대범하고 건망증이 심하며, 작품에 대한 열정은 진심이기 때문에, 회사에 묵으면서 작업하는 것도 마다하지 않는다. 또, 그 당시 어째서인지 치마를 벗는 버릇이 있어서, 처음 아오바와 대면했을 때에도 팬티 한 장만 걸치고 있었다.
토오야마 린(遠山りん)
직책: 아트 디렉터 겸 배경반 리더
25세. 코우와 동기.
타키모토 히후미(滝本ひふみ)
직책: 캐릭터 디자이너
말하는 것이 서툴다.
시노다 하지메(篠田はじめ)
직책: 모션 디자이너
21세. 윤과 동기.
이이지마 윤(飯島ゆん)
직책: 캐릭터 디자이너
21세. 하지메와 동기. 간사이벤으로 말한다.
（桜ねね）
직책:
아하곤 우미코(阿波根うみこ)
직책: 프로그래머
오키나와 출신. 밀리터리 덕후다.
하즈키 시즈쿠(葉月しずく)
직책: 기획 겸 감독

## 무대
주식회사 이글 점프
아오바가 다니는 게임 회사. 명명된 등장인물은 모두 여성이지만, 남성 사원도 있다.

## 서적 정보

### 단행본
토쿠노 쇼타로 《NEW GAME!》 호분샤 〈망가 타임 KR 코믹스〉, 2016년 7월 기준, 5권 간행.
| 권수 | 권수                           | 일본 초판 발매일                       | 한국 초판 발매일 | 일본 ISBN              | 한국 ISBN              | 비고 |
| ---- | ------------------------------ | -------------------------------------- | ---------------- | ---------------------- | ---------------------- | ---- |
| 1    | NEW GAME! 제1권                | 2014년 2월 27일 (2014년 3월 14일 발행) | 2015년 8월 31일  | ISBN 978-4-8322-4414-6 | ISBN 979-1-1334-0199-4 |      |
| 2    | NEW GAME! 제2권                | 2015년 3월 27일                        | 2015년 11월 30일 | ISBN 978-4-8322-4546-4 | ISBN 979-1-1334-0865-8 |      |
| 3    | NEW GAME! 제3권                | 2016년 1월 17일                        | 2016년 7월 31일  | ISBN 978-4-8322-4656-0 | ISBN 979-1-1334-2430-6 |      |
| 4    | NEW GAME! 제4권                | 2016년 7월 27일                        | 2016년 9월 30일  | ISBN 978-4-8322-4720-8 | ISBN 979-1-1334-3065-9 |      |
| 5    | NEW GAME! 제5권 -THE SPINOFF!- | 2016년 7월 27일                        | 2016년 7월 27일  | ISBN 978-4-8322-4721-5 | ISBN 979-1-1334-3298-1 |      |
| 6    | NEW GAME! 제6권                | 2017년 6월 27일                        | 2017년 8월 23일  | ISBN 978-4-8322-4847-2 | ISBN 979-1-1334-5561-4 |      |
| 7    | NEW GAME! 제7권                | 2018년 3월 27일                        | 2018년 6월 7일   | ISBN 978-4-8322-4929-5 | ISBN 979-1-1334-8206-1 |      |
| 8    | NEW GAME! 제8권                | 2018년 10월 25일                       | 2018년 12월 20일 | ISBN 978-4-8322-4986-8 | ISBN 979-1-1334-8902-2 |      |
| 9    | NEW GAME! 제9권                | 2019년 6월 27일                        | 2019년 7월 24일  | ISBN 978-4-8322-7101-2 | ISBN 979-1-1362-0211-6 |      |
| 10   | NEW GAME! 제10권               | 2020년 1월 27일                        | 2020년 5월 26일  | ISBN 978-4-8322-7153-1 | ISBN 979-1-1362-3010-2 |      |
| 11   | NEW GAME! 제11권               | 2020년 8월 27일                        | 2020년 12월 16일 | ISBN 978-4-8322-7209-5 | ISBN 979-1-1362-5623-2 |      |
| 12   | NEW GAME! 제12권               | 2021년 3월 26일                        | 2021년 9월 30일  | ISBN 978-4-8322-7262-0 | ISBN 979-1-1362-8237-8 |      |
| 13   | NEW GAME! 제13권               | 2021년 9월 27일                        | 2022년 3월 29일  | ISBN 978-4-8322-7306-1 | ISBN 979-1-1689-4083-3 |      |

## TV 애니메이션
2015년 10월 28일에 TV 애니메이션화가 발표되었고, 제1기가 2016년 7월부터 9월까지 AT-X 등에서 방영되었다.
제2기 《NEW GAME!!》가 AT-X 등에서 2017년 7월 11일부터 9월 26일까지 방영되었다.

### 스태프
- 원작 - 토쿠노 쇼타로 (호분샤 〈망가타임 키라라 캐럿〉 연재)
- 감독 - 후지와라 요시유키
- 부감독 - 타케시타 료헤이(제1기)
- 시리즈 구성 - 시모 후미히코
- 캐릭터 디자인 - 키쿠치 아이
- 프롭 디자인 - 나카지마 에리, 마츠모토 메구미(제2기)
- 메인 애니메이터 - 야마노 마사아키, 야마자키 준(제2기)
- 미술 감독·미술 설정 - 스즈키 슌스케
- 색채 설계 - 이시구로 케이, 이토 유카(제2기)
- 촬영 감독 - 쿠와노 타카후미
- 편집 - 히라키 다이스케
- 음향 감독 - 츠치야 마사키
- 음향 효과 - 코야마 타카마사
- 음향 제작 - 델파이사운드 (Marvelous)
- 음악 - 햣코쿠 하지메
- 음악 프로듀서 - 와카바야시 고우
- 음악 제작 - KADOKAWA
- 프로듀서 - 타나카 쇼우, 코바야시 히로유키, 카네니와 코즈에, 카마타 하지메, 이소야 노리카즈, 아라이 케이스케, 키무라 신지로, 마츠자와 히로시, 와타나베 아키토
- 제작 프로듀서 - 카마타 하지메
- 애니메이션 제작 - 동화공방
- 제작 - NEW GAME! 제작위원회(제1기), NEW GAME!! 제작위원회(제2기)

### 주제가
유닛명인 「fourfolium」은 공식 사이트에서 공모를 통해 결정되었다.

#### 제1기
오프닝 테마 - 「SAKURAスキップ」(SAKURA 스킵, 제1화 - 제10화)
작사 - kocho / 작곡・편곡 - 오쿠이 코우스케 / 노래 - fourfolium [스즈카제 아오바(타카다 유우키), 타키모토 히후미(야마구치 메구미), 시노다 하지메(토다 메구미), 이이지마 윤(다케오 아유미)]
오프닝 테마 - 「祈りの羽」(기도의 날개, 제11화)
작사 - 히로세 사야카 / 작곡 - 가토 켄지 / 노래 - en
엔딩 테마 - 「Now Loading!!!!」
작사 - 카라스야 사보우 / 작곡 - 와다 타케아키 / 편곡 - 야시킨 / 노래 - fourfolium [스즈카제 아오바(타카다 유우키), 타키모토 히후미(야마구치 메구미), 시노다 하지메(토다 메구미), 이이지마 윤(다케오 아유미)]
삽입곡 - 「CONTINUE...?」(제3화)
작가・작곡・편곡 - 히게드라이버 / 노래 - 스즈카제 아오바(타카다 유우키)

#### 제2기
오프닝 테마 - 「STEP by STEP UP↑↑↑↑」
작사 - 토리야 챠보, 시노자키 아야토 / 작곡 - 시노자키 아야토, 히게드라이버 / 편곡 - 시노자키 아야토 / 노래 - fourfolium
엔딩 테마 - 「JUMPin' JUMP UP!!!!」(제2화~제6화)
작사 - 토리야 챠보 / 작곡·편곡 - eba / 노래 - fourfolium
엔딩 테마 - 「ユメイロコンパス」(제7화~제12화)
작사 - KOCHO / 작곡·편곡 - 오쿠이 코스케 / 노래 - fourfolium

### 각화 리스트
| 화수   | 원어 부제                                   | 번역 부제                                   | 각본                       | 그림 콘티                         | 연출                                            | 작화감독 | 총작화감독                                           |
| 제1기  | 제1기                                       | 제1기                                       | 제1기                      | 제1기                             | 제1기                                           | 제1기 | 제1기                                                |
| ------ | ------------------------------------------- | ------------------------------------------- | -------------------------- | --------------------------------- | ----------------------------------------------- | --- | ---------------------------------------------------- |
| 제1화  | なんだかホントに入社した気分です！          | 신입사원 아오바에요!!                       | 시모 후미히코 (志茂文彦)   | 후지와라 요시유키(藤原佳幸)       | 후지와라 요시유키(藤原佳幸)                     | 야마노 마사아키(山野雅明) | 키쿠치 아이 (菊池愛)                                 |
| 제2화  | これが大人の飲み会……                        | 이게 어른들의 회식이다                      | 시모 후미히코 (志茂文彦)   | 타케시타 료헤이(竹下良平)         | 타케시타 료헤이(竹下良平)                       | 카이호 히토미(海保仁美) 타카야나기 쿠미코(高柳久美子) 후지와라 나츠코(藤原奈津子)                                                               | 키쿠나가 치사토 (菊永千里)                           |
| 제3화  | 遅刻したらどうなるんだろう                  | 지각하면 어떻게 될까?                       | 후지와라 요시유키          | 하카다 마사토시 (博多正寿)        | 하라구치 히로시 (原口浩)                        | 아마사키 마나무(天崎まなむ) 쿠보 마리코(久保茉莉子) 나카가와 히로미(中川洋未) 무토 미키(武藤幹) 사토 코노미(佐藤このみ)                         | 오카 유이치 (岡勇一)                                 |
| 제4화  | 初めての…お給料…                            | 첫 월급                                     | 나가이 신고 (永井真吾)     | 카미츠보 료키 (上坪亮樹)          | 카미츠보 료키 (上坪亮樹)                        | 야마노 마사아키 이치하라 케이코(市原圭子) 미시마 치에(三島千枝)                                                                                 | 아마사키 마나무 오카 유이치                          |
| 제5화  | そんなに泊まり込むんですか？                | 계속 회사에서 주무시게요?                   | 후지와라 요시유키          | 하라구치 히로시                   | 사무카와 아유무 (寒川歩) 무라타 히카루 (村田光) | 야마나카 이즈미(山中いづみ) 슈하라 다나(朱原デーナ) 오카모토 에리카(岡本恵里香) 와다 키요미(和田清美)                                           | 키쿠치 아이                                          |
| 제6화  | 発売……中止とか?                             | 출시..중지라든가?                           | 야마다 유카 (山田由香)     | 타케시타 료헤이                   | 타케시타 료헤이                                 | 나카가와 히로미 후지와라 나츠코 오카 이쿠미 사토 코노미 혼다 미유키(本多みゆき) 이케다 히로아키(池田広明) 토미타 야스히로(冨田泰弘)             | -                                                    |
| 제7화  | 新人の教育はしっかりしてください            | 신입 교육은 똑바로 하세요                   | 시모 후미히코              | 사토 신지                         | 하라구치 히로시                                 | 와타나베 유우키(渡邉祐記) 쿠보 마리코 나카노 유우키(中野裕紀)                                                                                   | 오카 유이치                                          |
| 제8화  | 夏休みだぁああ!!                            | 여름 방학이다!!                             | 나가이 신고                | 오자와 카즈히로                   | 노키모리 타츠야 (野木森達也)                    | 카이호 히토미 김로호(金璐浩) 스가와라 미치요(菅原美智代) 요시무라 메구미(吉村恵)                                                                | 키쿠나가 치사토                                      |
| 제9화  | 出勤しちゃいけないんですか？                | 출근하면 안 되는 건가요?                    | 토쿠노 쇼타로 (得能正太郎) | 하카다 마사토시                   | 모리타 게이세이 (守田芸成)                      | 야마노 마사아키 미시마 치에 이치하라 케이코 타카야나기 쿠미코 후지와라 나츠코 타치구치 노리타카(立口徳孝)                                       | 키쿠치 아이 아마사키 마나무 오카 유이치              |
| 제10화 | 正社員ってお給料を安くするための法の抜け穴… | 정직원은 월급을 적게 수려는 편법 수단...    | 야마다 유카                | 카미츠보 료키                     | 카미츠보 료키                                   | 니이 마나부(仁井学) 나카노 유우키 후지와라 나츠코 야마노 마사아키 나카가와 히로미 오카 이쿠미(岡郁美)                                           | 아마사키 마나무 (天﨑まなむ) 오카 유이치 키쿠치 아이 |
| 제11화 | リーク画像が昨日、ネットに出てましたよ！    | 영상이 어제 인터넷에 떴어요!                | 나가이 신고                | 하라구치 히로시                   | 하라구치 히로시                                 | 쿠보 마리코 후지와라 나츠코 오쿠다 요스케(奥田陽介) 이타쿠라 타케시(板倉健) 사와다 켄지(澤田謙治) 나카가와 히로미 타카야나기 쿠미코 미시마 치에 | 오카 유이치 아마사키 마나무 키쿠치 아이              |
| 제12화 | ひとつ夢が叶いました！                      | 꿈을 하나 이뤘어요!                         | 시모 후미히코              | 후지와라 요시유키                 | 후지와라 요시유키                               | 키쿠치 아이 오카 유이치 아마사키 마나무 야마노 마사아키 쿠보 마리코 후지와라 나츠코 타카야나기 쿠미코 나카가와 히로미 무토 미키 와타나베 유우키 | -                                                    |
| OVA    | 私、社員旅行って初めてなので                |                                             | 야마다 유카                | 히라마키 다이스케                 | 히라마키 다이스케                               | 야마노 마사아키 아마사키 마나무 쿠보 마리코 하시구치 하야토                                                                                     | 키쿠치 아이                                          |
| 제2기  |                                             |                                             |                            |                                   |                                                 | |                                                      |
| 제1화  | 恥ずかしいところを みられてしまいました……   | 괜히 창피한 모습을 보이고 말았네요.......   | 시모 후미히코              | 키무라 야스히로                   | 키무라 야스히로                                 | 쿠보 마리코 야마자키 준 | 키쿠치 아이                                          |
| 제2화  | これじゃあただのコスプレだにゃー!           | 이건 동물 흉내다냥!                         | 후지와라 요시유키          | 시마즈 아키토시                   | 후지와라 요시유키                               | 무토 미키 이치노세 유리 키타무라 신야 이타쿠라 켄 카이호 히토미 야마노 마사아키                                                                 | 키노시타 스미에                                      |
| 제3화  | ……うー、恥ずかしい!                         | 창피해요!                                   | 나가이 신고                | 후지와라 요시유키                 | 야마사키 미츠에                                 | 오구라 히로유키 미시마 치에 우에노 타쿠시 | 아마사키 마나무                                      |
| 제4화  | この…にぶちんめ!                            | 이 둔감한 여자...                           | 야마다 유카                | 시마즈 아키토시                   | 쿠라모토 호다카                                 | 마츠이 쿄스케 코바시 요스케 미나미 신이치로 핫토리 마스미 핫토리 켄지 시게마츠 신이치 아와이 시게노리                                           | 키쿠나가 치사토                                      |
| 제5화  | や、変なとこ触らないでよ!                   | 이상한 데 만지지 마!                        | 토쿠노 쇼타로              | 오자와 카즈히로                   | 모리타 게이세이                                 | 쿠보 마리코 아마사키 마나무 이타쿠라 켄 카이호 히토미 타니구치 모토히로 야마자키 준                                                             | 키쿠치 아이                                          |
| 제6화  | あぁ……すごいなあ……                          | 굉장하다…                                   | 시모 후미히코              | 야마사키 미츠에                   | 야마사키 미츠에                                 | 이타쿠라 켄 미시마 치에 야마노 마사아키 무토 미키 야마자키 준 엔도 다이스케 와타나베 마이 야마자키 테루히코 요시무라 메구미 테시마 코진         | 키노시타 스미에 야마노 마사아키                      |
| 제7화  | 凄く熱い視線を感じる                        | 시선이 왜 저렇게 뜨겁지?                    | 후지와라 요시유키          | 츠카다 나츠오                     | 츠다 요시조                                     | 키타지마 유키 후쿠지마 토요아키 코토쿠 마미 오오모리 리에                                                                                       | 아마사키 마나무                                      |
| 제8화  | メイド喫茶がいいと言ったんだよ              | 메이드 찻집이 좋다고 했단 말이야            | 나가이 신고                | 이토 료타                         | 이토 료타                                       | 쿠보 마리코 스즈키 아야노 이타쿠라 켄 야마노 마사아키 요시무라 메구미 야마자키 테루히코 무토 미키 쿠마가이 카츠히로 후지와라 나츠코             | 키쿠치 아이                                          |
| 제9화  | シャツくらい着なよ!                         | 셔츠 정도는 입어!                           | 나가이 신고                | 야마사키 미츠에 노로 스미에       | 노기모리 타츠야                                 | 카이호 히토미 스가와라 미치요 우에노 사야카 이케조에 유코                                                                                       | 키쿠나가 치사토                                      |
| 제10화 | どんどんリアリティが 薄くなっていくんだよ   | 확실히 이대로 놔두면 리얼리티가 떨어지긴 해 | 야마다 유카                | 오자와 카즈히로                   | 후지이 타카후미                                 | 키타지마 유키 코토부키 무로우 야마자키 테루히코                                                                                                 | 키노시타 스미에 야마노 마사아키 키쿠치 아이          |
| 제11화 | 心になにか抱えてるのか                      | 마음에 쌓인 게 많아?                        | 야마다 유카                | 히라마키 다이스케                 | 히라마키 다이스케                               | 무토 미키 미시마 치에 후지와라 나츠코 | 아마사키 마나무 야마노 마사아키                      |
| 제12화 | ぜひ買ってくださいね!                       | 꼭 사서 해보세요                            | 시모 후미히코              | 야마사키 미츠에 후지와라 요시유키 | 후지와라 요시유키                               | 이타쿠라 켄 야마자키 준 아마사키 마나무 키노시타 스미에 마츠이 쿄스케 미시마 치에 무토 미키 키쿠나가 치사토                                     | 키쿠치 아이                                          |

### BD / DVD
| 권    | 발매일           | 수록화          | 규격품번   | 규격품번   |
| 권    | 발매일           | 수록화          | BD         | DVD        |
| 제1기 | 제1기            | 제1기           | 제1기      | 제1기      |
| ----- | ---------------- | --------------- | ---------- | ---------- |
| 1     | 2016년 9월 28일  | 제1화 - 제2화   | ZMXZ-10831 | ZMBZ-10841 |
| 2     | 2016년 10월 26일 | 제3화 - 제4화   | ZMXZ-10832 | ZMBZ-10842 |
| 3     | 2016년 11월 25일 | 제5화 - 제6화   | ZMXZ-10833 | ZMBZ-10843 |
| 4     | 2016년 12월 21일 | 제7화 - 제8화   | ZMXZ-10834 | ZMBZ-10844 |
| 5     | 2017년 1월 25일  | 제9화 - 제10화  | ZMXZ-10835 | ZMBZ-10845 |
| 6     | 2017년 2월 24일  | 제11화 - 제12화 | ZMXZ-10836 | ZMBZ-10846 |
| 제2기 |                  |                 |            |            |
| 1     | 2017년 9월 27일  | 제1화 - 제2화   | ZMXZ-11401 | ZMBZ-11411 |
| 2     | 2017년 10월 25일 | 제3화 - 제4화   | ZMXZ-11402 | ZMBZ-11412 |
| 3     | 2017년 11월 29일 | 제5화 - 제6화   | ZMXZ-11403 | ZMBZ-11413 |
| 4     | 2017년 12월 22일 | 제7화 - 제8화   | ZMXZ-11404 | ZMBZ-11414 |
| 5     | 2018년 1월 24일  | 제9화 - 제10화  | ZMXZ-11405 | ZMBZ-11415 |
| 6     | 2018년 2월 23일  | 제11화 - 제12화 | ZMXZ-11406 | ZMBZ-11416 |
| BOX   | 2021년 3월 24일  | 제1화 - 제12화  | ZMAZ-14632 | -          |

### 웹 라디오
《RADIO NEW GAME! 〜코우와 린의 진척보고회〜》(RADIO NEW GAME! 〜コウとりんの進捗報告会！〜)의 타이틀로 2016년 7월 5일부터 히비키 - HiBiKi Radio Station -에서 방송되고 있다. 격주 화요일 갱신. 퍼스널리티는 히카사 요코(야가미 코우 역)와 카야노 아이(토오야마 린 역).

## 게임
《NEW GAME! -THE CHALLENGE STAGE!-》의 타이틀로 5pb.에서 2017년 1월 26일에 발매될 예정이다. 기종은 PlayStation Vita와 PlayStation 4, 장르는 어드벤처.
오프닝 주제가 「ググッとワーク☆彡」
작사 - KOCHO / 작곡・편곡 - 오쿠이 코스케 / 노래 - fourfolium [스즈카제 아오바(타카다 유우키), 타키모토 히후미(야마구치 메구미), 시노다 하지메(토다 메구미), 이이지마 윤(다케오 아유미)]